# Nậm Rốm
Nậm Rốm, thường được phiên sang tiếng Anh và Pháp là Nam Youm, Nam Youn hay Nam Yum, là phụ lưu bờ phải của Nậm Nưa, chảy ở thung lũng Mường Thanh tỉnh Điện Biên, Việt Nam .
Nậm Rốm dài chừng 35 km. Nậm Rốm và  Nậm Nưa thuộc lưu vực sông Mê Kông. Nậm Rốm theo tiếng Thái có nghĩa là sông từ rừng gỗ Lát. Đây là một trong các địa danh lịch sử gắn với sự kiện Chiến dịch Điện Biên Phủ năm 1954.

## Dòng chảy
Nậm Rốm bắt nguồn từ dãy Pú Huổi Luông (theo tiếng Thái nghĩa là núi Suối To) xã Nà Tấu huyện Điện Biên, tỉnh Điện Biên. 21°32′4,5″B 103°8′31,7″Đ / 21,53333°B 103,13333°Đ.
Nậm Rốm chảy hướng tây nam về Điện Biên Phủ thì đổi hướng nam. Từ đây Nậm Rốm chảy hướng nam, đến hết thung lũng Mường Thanh đổ vào Nậm Nứa ở bản Pa Nậm xã Sam Mứn.

## Thủy điện
Trên dòng Nậm Rốm có cụm 4 công trình thủy lợi thủy điện Pa Khoang - Thác Bay - Nà Lơi - Thác Trắng . Trong số đó có:
- Thủy điện Thác Trắng công suất 6 MW ở xã Mường Phăng và Nà Tấu huyện Điện Biên, khởi công tháng 05/2004 hoàn thành tháng 05/2006 [6].
- Thủy điện Thác Bay công suất 2,6 MW ở bản Nà Nhạn xã Nà Tấu huyện Điện Biên21°27′55″B 103°3′17″Đ / 21,46528°B 103,05472°Đ [5].
- Thủy điện Nà Lơi công suất 9,3 MW ở bản Nà Lơi xã Thanh Minh thành phố Điện Biên Phủ 21°26′25″B 103°2′43″Đ / 21,44028°B 103,04528°Đ, khởi công tháng 11/2000 hoàn thành tháng 05/2003 [7].

## Lỗi địa danh

### Kéo dài sang đoạn của Nậm Nứa
Trên các bản đồ hiện nay thì tên Nậm Rốm được ghi cả cho đoạn sông của Nậm Nứa từ Pa Nậm qua xã Pa Thơm đến dọc biên giới Việt - Lào, dài khoảng 30 km . Các giới thiệu của tỉnh Điện Biên thì nói "Sông Nậm Rốm bắt nguồn từ Bắc huyện Điện Biên qua thành phố Điện Biên Phủ - Pa Thơm (huyện Điện Biên) rồi chảy sang Lào".
Đây là một lỗi ghi địa danh, do khi in bản đồ thì người Kinh đã ghi tên "Nậm Rốm" vào đoạn này của Nậm Nứa . Hiện nay nhiều người Kinh và người từ xa đến đã quen với tên gọi đoạn này là Nậm Rốm , tuy nhiên người Lào và Thái vẫn gọi là Nậm Nứa.
Nậm Nứa hay Nam Neua là sông lớn hơn, bắt nguồn từ xã Mường Nhà, Điện Biên ở Việt Nam, qua Nứa Ngam và bản Pa Nậm ở cuối thung lũng Mường Thanh, khi sang đất Lào nó có tên Nam Neua, đến muang Khoua (Mường Khoa) thì đổ vào Nam Ou, từ đó đổ vào sông Mê Kông. Nếu bỏ tên ghi là "Nậm Rốm" ở đó thì Nậm Nứa không bị cắt thành hai đoạn.
Bản Google Maps năm 2019 biên tập đúng về "Nậm Rốm" và "Nậm Nứa".

### Biên tập quy chuẩn thiếu chuẩn xác
Vì các lý do không rõ, bản quy chuẩn "Danh mục lưu vực sông nội tỉnh" do Bộ Tài nguyên và Môi trường ban hành năm 2012, đã biên tập Nậm Rốm là sông lớn xuyên biên giới, với mã sông là "08 01", kèm theo một lỗi nói ngọng ghi Nậm Nứa thành Nậm Lúa .

### Về tên Nậm Rốn
Một số văn liệu đã sử dụng tên "Nậm Rốn" (Nam Youn) thay cho Nậm Rốm (Nam Youm).
Nếu googling "Nậm Rốn" sẽ có được trên 3 ngàn kết quả. Trong số đó có thể tìm được những bài dùng lẫn lộn cả hai tên, như báo Người Lao động (2008) có bài tiêu đề là "Điện Biên: Sạt lở đe dọa sập cầu ở Nậm Rốm" và trong nội dung thì có đoạn văn "ở phía tả bờ sông Nậm Rốn (đoạn qua phường Nam Thanh, thành phố Điện Biên Phủ)" .